# 露絲·托爾曼
露丝·托尔曼（Ruth Tolman，本姓谢尔曼；1893年10月9日—1957年9月18日）是一位美国心理学家和教授。她主要從事創傷後壓力症方面的研究，而且她與曼哈顿计划負責人罗伯特·奥本海默關係密切。

## 早期生活
露絲·托爾曼生于華盛頓，南北战争期间的联邦将军威廉·特库姆塞·舍曼和美国开国元勋之一的罗杰·谢尔曼是露絲·托爾曼家族的遠房親戚。 
1917年，露絲·托爾曼在加利福尼亚大学洛杉矶分校获得心理学学士学位。